# Église Saint-Bède de Pyrmont
Pour les articles homonymes, voir église Saint-Bède.
L’église Saint-Bède (en anglais : Saint Bede’s Church) est une église de la seconde moitié du XIXe siècle située à Pyrmont (en) dans la ville de Sydney du Grand Sydney, en Australie, que l’Église catholique rattache à l’archidiocèse de Sydney.

## Situation et accès
L’édifice est situé au no 43 de la route de Pyrmont (en anglais : Pyrmont Road), dans le quartier de Pyrmont (en) et plus largement au nord de la ville de Sydney.

## Histoire
La cérémonie de pose de la première pierre a lieu le 6 février 1867. Celle de dédicace, le 1er septembre 1867.